# York Castle Museum

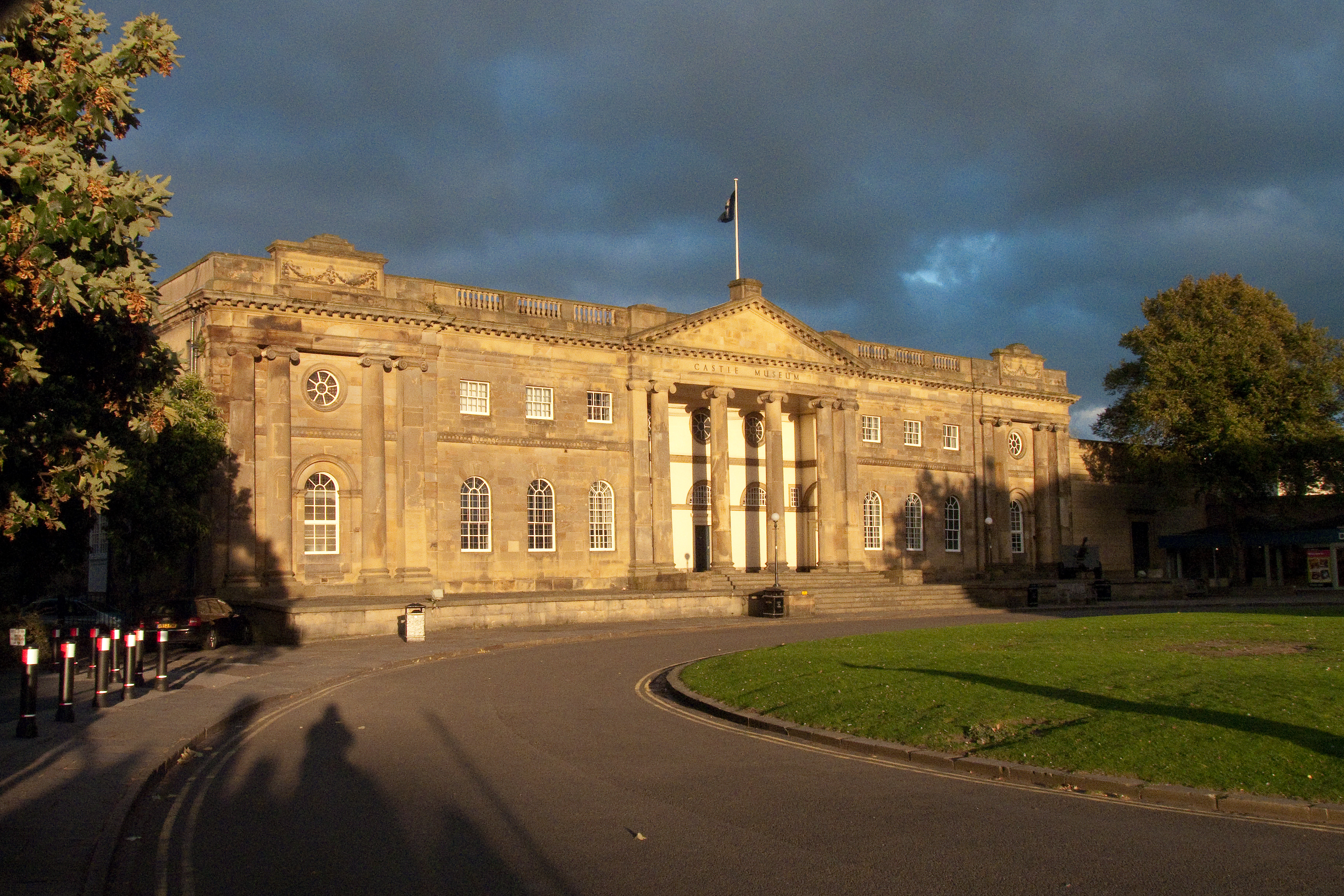

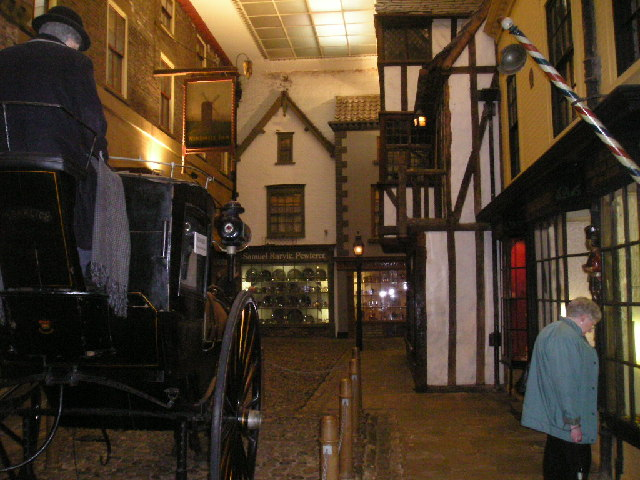

Het York Castle Museum is een museum in de Noord-Engelse stad York. Het museum werd opgericht in 1938 door John Lamplugh Kirk en werd ondergebracht in de gevangenis die op de kasteelsite werd gebouwd in de 18de eeuw. In de buurt staat de Clifford's Tower. Het museum geeft een inkijk in de Victoriaanse tijd met de reconstructie van Kirkgate street. Verder wordt aandacht besteed aan speelgoed, het leven in de cellen, mode, 100 jaar Eerste Wereldoorlog.